# Goniothalamus chartaceus
Goniothalamus chartaceus este o specie de plante din genul Goniothalamus, familia Annonaceae, descrisă de Hui Lin Li. Conform Catalogue of Life specia Goniothalamus chartaceus nu are subspecii cunoscute.